# Willem Boekhoudt
Willem Boekhoudt (Groningen, 8 juni 1822 - Winschoten, 22 oktober 1894) was een Nederlandse predikant in de Nederlandse Hervormde Kerk.
Van 1845 tot 1849 verbleef hij in Suriname. Later werd hij dominee in Winschoten, alwaar hij catechisatie gaf aan onder meer de latere schrijver Willem Paap. Hij trouwde in 1850 te Scheemda en na het overlijden van zijn vrouw opnieuw in 1856 te Zuidbroek.
Boekhoudt schreef Bladen uit mijn dagboek geschreven op reis door een gedeelte van Duitschland, Zwitserland en Parijs (1859). Zijn aantekeningen over Suriname publiceerde hij in 1874 in  'Uit mijn verleden.' Bijdrage tot de kennis van Suriname dat geldt als een belangrijke historische bron. In het werk zijn veel odo's (spreekwoorden) opgenomen en ook, curieus genoeg, een toespraak van zijn hand in het Sranan.